# Lidón
Lidón es un municipio y localidad española de la provincia de Teruel, en la comunidad autónoma de Aragón. El término municipal, ubicado en la comarca de la Comunidad de Teruel, tiene una población de 56 habitantes (INE 2024).

## Historia
Fue una aldea de la Comunidad de Teruel y, posteriormente, solar de las familias Marzo y Marqués de Cañada, lo cual ha dejado notables huellas en su patrimonio arquitectónico.
A mediados del siglo XIX, el lugar tenía contabilizada una población de 245 habitantes. La localidad aparece descrita en el décimo volumen del Diccionario geográfico-estadístico-histórico de España y sus posesiones de Ultramar de Pascual Madoz de la siguiente manera:

LIDON: l. con ayunt. en la prov. y dióc. de Teruel (6 leguas), part. jud. de Segura (6 1,2), aud. terr. de Zaragoza (20) y c. g. de Aragon. Está sit. en las faldas meridionales de una cordillera que se desprende de las sierras de Gudar en la estremidad del llano del campo de Visedo y al píe de una serreta llamada la Pedriza; combátenle todos los vientos, y su clima es bastante frio. Se compone de unas 90 casas de mediana construccion, entre ellas la del ayunt; hay 1 escuela de instruccion pública, costeada por los niños que concurren, y el producto de un horno de pan cocer; igl. parr. con la advocacion de Santiago, servida por 1 cura de térm.; el templo se halla al S. de la pobl.. siendo de buena construccion y bastante capacidad, en cuyas inmediaciones eslá el cementerio. Las aguas que usan los vec. son de huena calidad, las cuales vienen al pueblo por medio de una cañería de la parte N. del térm. que confina N. con Corbaton; E. Rillo; S. Visedo, y O. Argente y Rubielos; encuéntranse en él dos santuarios, dedicado el uno á San Juan Bautista y al Sto. Cristo del Loreto el otro. El terreno es de mediana calidad y llano en su mayor parte, y de secano á escepcion de unos pequeños huertos, destinados para el cultivo de la verdura. Los caminos se comunican con los pueblos limítrofes. La correspondencia se recibe de la cap. de prov. dos veces en la semana. prod. trigo, centeno, cebada, avena, lentejas y pastos que aprovecha el ganado lanar y vacuno. pobl.: 61 vec., 245 almas. riqueza imp.: 65,119 rs.
(Madoz, 1847, pp. 277-278)

## Demografía
Lidón cuenta con una población de 56 habitantes (INE 2024).
| Gráfica de evolución demográfica de Lidón entre 1842 y 2021                                                         |
| |
| Población de derecho según los censos de población del INE Población de hecho según los censos de población del INE |

## Administración y política
| Período   | Alcalde                    | Partido |  |
| --------- | -------------------------- | ------- |  |
| 1979-1983 | Herminio Gascón Pascual    | UCD     |  |
| 1983-1987 |                            |         |  |
| 1987-1991 |                            |         |  |
| 1991-1995 |                            |         |  |
| 1995-1999 |                            |         |  |
| 1999-2003 |                            |         |  |
| 2003-2007 |                            |         |  |
| 2007-2011 |                            |         |  |
| 2011-2015 | Joaquín Pascual Juste Sanz | PP      |  |
| 2015-2019 | Joaquín Pascual Juste Sanz | PP      |  |
| 2019-2023 | Joaquín Pascual Juste Sanz | PP      |  |
| 2023-     | Joaquín Pascual Juste Sanz | PP      |  |

| Partido político    | Partido político                                   | 2003   | 2007   | 2011   | 2015   | 2019   | 2023   |
| Partido político    | Partido político                                   | Ediles | Ediles | Ediles | Ediles | Ediles | Ediles |
|                     | Partido Popular de Aragón (PP)                     | 1      | 1      | 2      | 2      | 2      | 2      |
|                     | Partido de los Socialistas de Aragón (PSOE-Aragón) | —      | —      | 1      | 1      | 1      | 1      |
|                     | Partido Aragonés (PAR)                             | —      | —      | —      | —      | —      | —      |
| Total de concejales | Total de concejales                                | 1      | 1      | 3      | 3      | 3      | 3      |